# Bittacus pilicornis
Bittacus pilicornis is een schorpioenvlieg uit de familie van de hangvliegen (Bittacidae). De wetenschappelijke naam van de soort is voor het eerst geldig gepubliceerd door Westwood in 1846.
De soort komt voor in Noord-Amerika.